# Louise Françoise van Bourbon
Louise Françoise van Bourbon, prinses van Condé (Doornik, 1 juni 1673 — Parijs, 16 juni 1743), was de oudste dochter van 
koning Lodewijk XIV van Frankrijk en Madame de Montespan, eigenlijk Françoise de Rochechouart, de maîtresse van de koning. Er werd gezegd dat zij werd vernoemd naar de voorganger van haar moeder, een andere beroemde maîtresse van de Zonnekoning, Louise de La Vallière. La Vallière was ook haar meter. Net zoals haar jongere zusters en broer is zij een voorouder van het huidige huis Orléans.

## Jonge leven

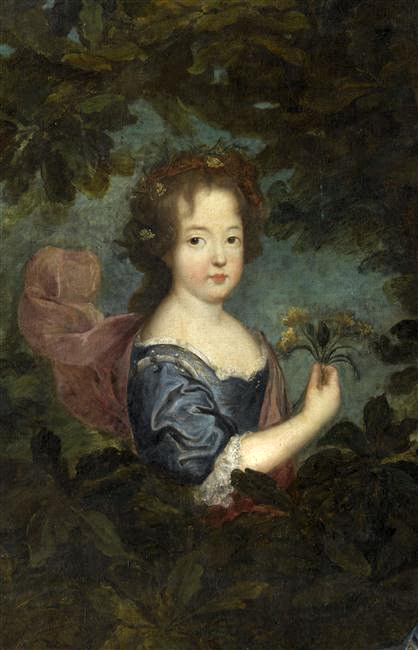
Louise Francoise als kind.

Ze werd geboren in Doornik, een stad in de Zuidelijke Nederlanden die door Frankrijk bezet was; haar ouders waren toen op een "militaire reis". In 1673 legitimeerde de koning de kinderen van zijn maîtresse.
Toen haar ouders terugkeerden van uit Doornik, werd Louise Françoise samen met haar oudere broer en zussen ondergebracht bij een vriendin van haar moeder: Françoise d'Aubigné, later beter bekend als Madame de Maintenon. Na de legitimatie van de kinderen kreeg haar oudste broer Lodewijk August van Bourbon de titel hertog van Maine. Een andere broer, Lodewijk César van Bourbon kreeg de titel graaf van Vexin. In dezelfde tijd kreeg Louise Françoise de titel Mademoiselle de Nantes, die echter alleen aan het hof van kracht was. De bijnaam van Louise Françoise was poupette.
Ze werd diep geraakt door de dood van haar jongere zuster Louise Marie Anne van Bourbon, beter bekend als Mademoiselle de Tours op 15 september 1681. De twee waren samen opgevoed in het beroemde huis in de Rue de Vaugirard in Parijs. In dit huis werden de kinderen opgevoed ver weg van de dreigende ogen in Fontainebleau, dit werd uit voorzorg gedaan door hun ouders. Ze was niet erg close met haar andere zusters, Marie Anne van Bourbon en Françoise Marie van Bourbon. Integendeel, de drie zusters werden later bekend om hun intense rivaliteit.

## Huwelijk en kinderen

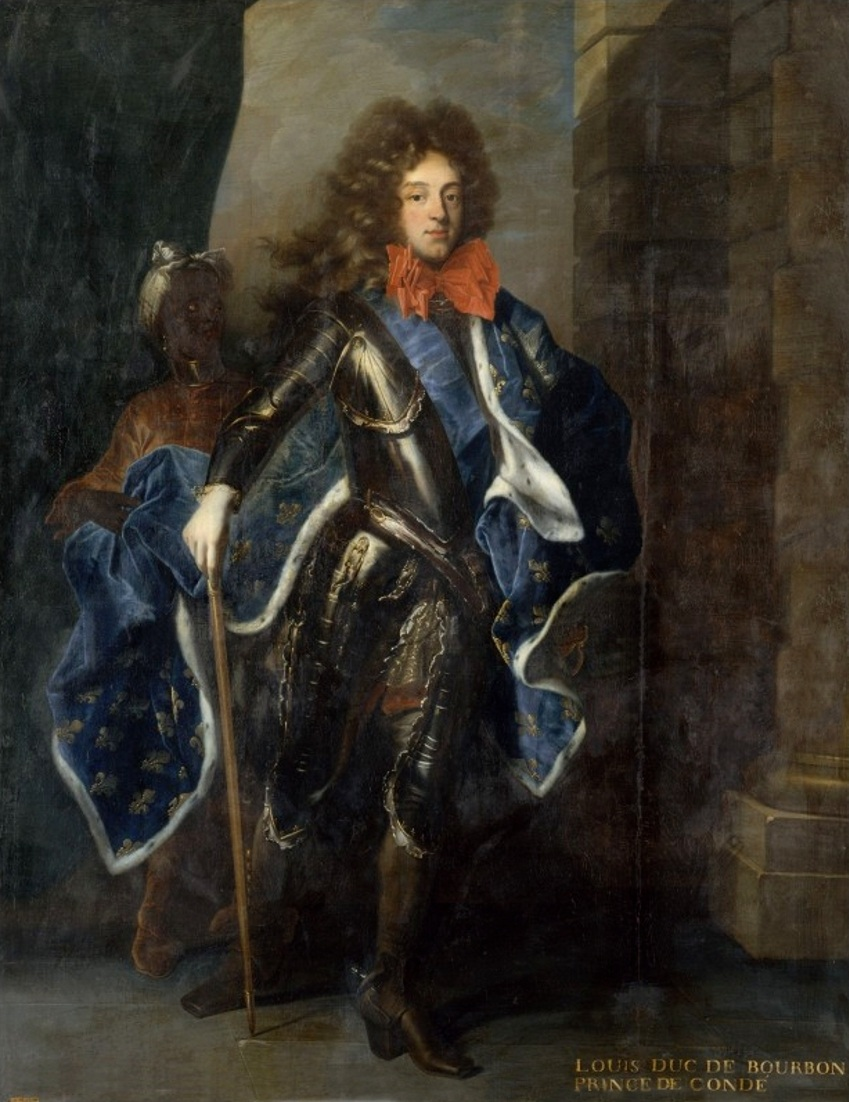
De man van Louise Françoise, prins Louis van Bourbon.

Op 25 mei 1685 toen Louise Françoise elf jaar oud was, trad ze in het huwelijk met een verre neef van haar vader, Lodewijk van Bourbon-Condé (1668–1710). Haar jonge man van de zoon van de hertog van Enghien. Lodewijk was de zoon van het hoofd van een jongere linie van het regerende huis Bourbon, de Bourbon-Condé familie.
Aan het hof stond de man van Louise Françoise bekend als de hertog van Bourbon. Om deze reden werd hij aan het hof aangesproken als Monsieur le Duc. Daardoor werd Louise Françoise later aan het hof aangesproken als Madame la Duchesse. Haar vader gaf haar een aanzienlijke bruidsschat, een miljoen livres.
Enige tijd naar de voltrekking van hun huwelijk in 1686, toen het hof resideerde in het Kasteel van Fontainebleau, kreeg Louise Françoise de pokken. Haar man was tijdens haar ziekte niet echt behulpzaam. In plaats daarvan waren haar moeder en haar schoongrootvader, Le Grand Condé degenen die haar verzorgden. Louise Françoise knapte weer op, echter stierf de grootvader van haar man een jaar later, aan dezelfde ziekte.
Louise Françoise en Lodewijk van Bourbon-Condé werden de ouders van de volgende kinderen:
- Maria Anna (22 december 1690 – 29 augustus 1760), abdis van Saint-Antoine-des-Champs.
- Lodewijk Hendrik (18 augustus 1692 - 27 januari 1740), volgde zijn vader op als prins van Condé. Hij was ook eerste minister van Frankrijk, als opvolger van hertog Filips II van Orléans.
- Louise Elisabeth (22 november 1693 - 28 mei 1775), in 1713 gehuwd met Lodewijk Armand II van Bourbon-Conti, ze werd daardoor moeder van Lodewijk Frans I van Bourbon-Conti.
- Louise Anne (23 juni 1695 - 8 april 1758), bleef ongehuwd.
- Marie Anne (16 oktober 1697 – 11 augustus 1741).
- Karel, graaf van Charolais (1700 – 1760).
- Elisabeth Alexandrine (15 september 1701 - 13 april 1765), mademoiselle de Gex.
- Henriëtte Louise (15 januari 1703 – 19 september 1772), abdis van Beaumont-lès-Tours.
- Lodewijk (15 juni 1709 - 16 juni 1771), graaf van Clermont-en-Argonne (1709 – 1771).

## Latere leven
Ze stond bekend om haar schoonheid en haar levendige uitstraling, en aan het hof was het wel bekend dat Louise Françoise vele minnaars had. Rond 1695 begon ze een affaire met Frans Lodewijk van Bourbon-Conti, de zwager van haar oudere zuster, Marie Anne van Bourbon.

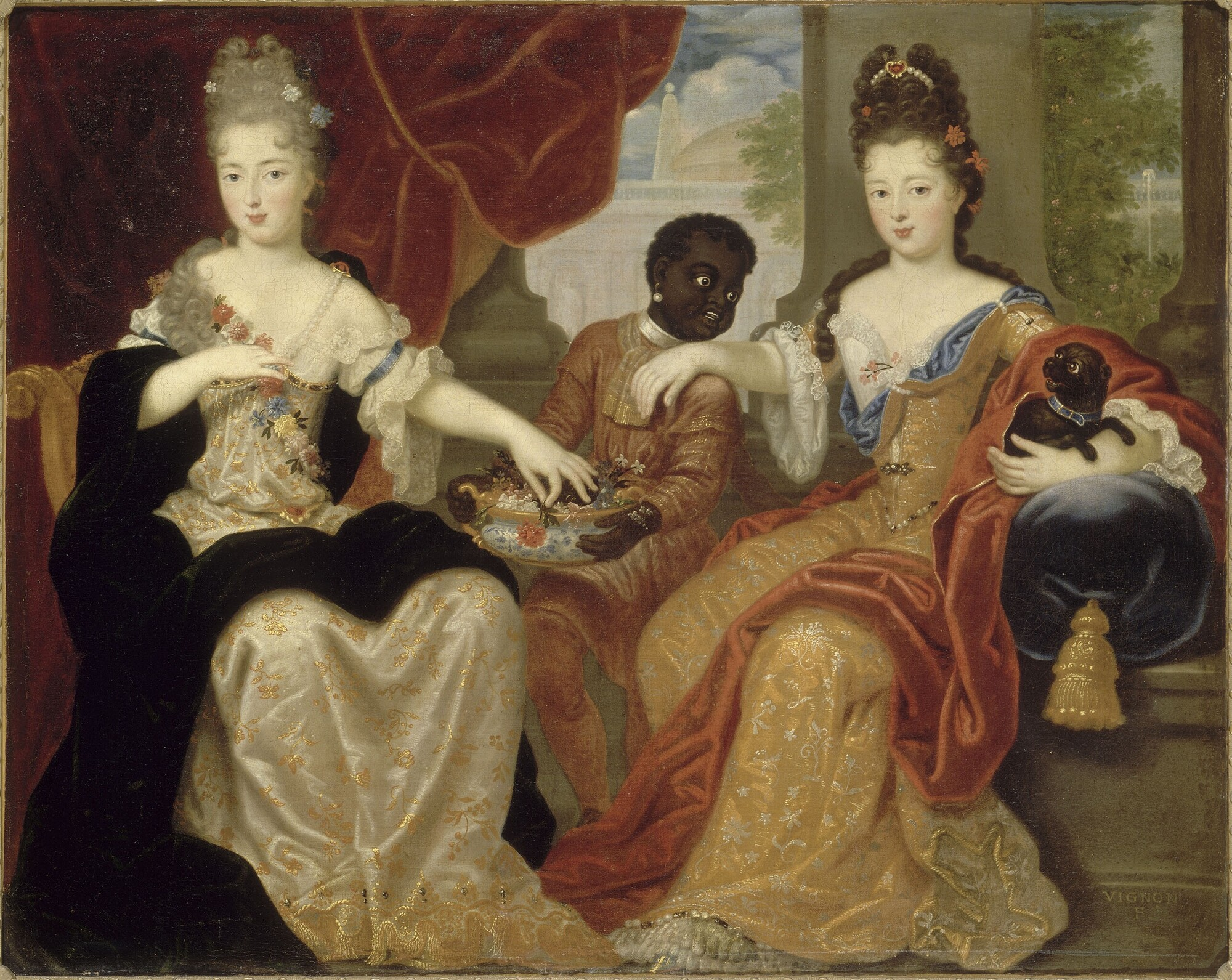
De donker harige Louise-Françoise (rechts) met haar jongere zuster de blonde Françoise Marie van Bourbon.

Nadat haar moeder het hof officieel verliet in 1691 bezocht Louise Françoise haar meerdere keren per jaar, in het klooster van Saint-Joseph in de Rue Saint-Dominique in Parijs. Doordat de twee elkaar meerdere keren zagen, werden ze erg close. Toen haar moeder stierf op 27 mei 1707, raakte Louise Françoise in een diepe crisis. Als blijk van respect naar hun moeder toe gingen zij en haar jongere zuster, de hertogin van Orléans en haar jongere broer de comte de Toulouse niet naar het hof. Hun vader, de koning, weigerde te accepteren dat zij rouwkleding droegen.
Toen haar schoonvader, Hendrik III Julius van Bourbon-Condé, stierf op 1 april 1709, volgde haar man zijn vader op als Prins van Condé. Na minder dan een jaar prinses van Condé geweest te zijn stierf haar man op 4 mei 1710 in Versailles. Daarna nam ze de titel Princesse douairière de Condé (Douairière prinses van Condé).
In de hoop om haar zelf bekend te maken bij de toekomstige koning, bezocht Louise Françoise vaak het hof van haar oudere halfbroer, Lodewijk, in het Kasteel van Meudon. De dauphin stierf onverwacht en daardoor kwam er roet in het eten van zijn halfzuster om een betere band te creëren met de kroon.
In 1720 begon Louise Françoise een affaire met de Markies de Lassay. Hij liet nadien het Hotel de Lassay bouwen in de buurt van haar residentie in Parijs, het Palais Bourbon.
Tijdens haar periode als weduwe, liet zij het Palais Bourbon bouwen in Parijs niet ver van de huizen van haar levende broers en zusters (echter ook haar halfbroers en halfzusters). Het bouwen van het paleis begon in 1722 toen zij negenenveertig jaar was. Haar oudere halfzus, Marie Anne van Bourbon, die prinses van Conti was, had een huis tegenover het Palais Louvre. Haar oudere broer, de hertog van Maine, had ook een huis in de stad dicht in de buurt van het Louvre, ook wel bekend als het Hôtel du Maine. En haar jongere zuster, de hertogin de Orléans woonde in het Palais-Royal. Dichtbij haar jongste broer, de comte de Toulouse, hij had ook een huis in Parijs, het Hôtel de Toulouse tegenover het Palais-Royal.

## Overlijden
Het Palais Bourbon, vernoemd naar haar familie, werd gebouwd en in die periode logeerde zij in het Grand Trianon. Louise Françoise stierf op de leeftijd van zeventig jaar in Parijs (waarschijnlijk in het Palais de Bourbon).